# マーチン・ベイカー MB 3
マーチン・ベイカー MB 3
- 用途：実験機
- 設計者：ジェームズ・マーティン
- 製造者：マーチンベーカー・エアクラフト
- 初飛行：1942年8月31日
- 生産数：1機
- 運用状況：試作のみ

マーチン・ベイカー MB 3は、6門の20mm機関砲を装備した英国の試作戦闘機である。試作機が墜落したことにより開発プログラムはキャンセルされた。

## 設計と開発
以前のMB 1とMB 2から得た教訓を活かしてジェームズ・マーティンとヴァレンタイン・ベイカー大尉は、出力2,000 hpのネイピア セイバー 24気筒H型エンジンを搭載しデ・ハビランド製可変ピッチ3枚プロペラを駆動する新しい設計のMB 3の設計/開発に資金を投じた。
MB 3は英航空省の戦闘機の要求仕様に応じて計画された。主翼内に各200発の弾薬を持つ6門の20 mm 機関砲を装備するこの仕様は、当時の既存戦闘機の中では最も重武装の戦闘機であった。運用の観点からMB 3ではターンアラウンド時間の短縮に努力が払われ、弾薬の装填には手間がかからないように工夫されていた。この設計にために発行された航空省要求仕様 F.18/39により3機が発注された。
基本的な特徴は以前の機種と同様のものである一方で多くの新機軸を採用していたMB 3は、胴体の基本構造は鋼管製を踏襲していたが外板は以前の木製と羽布張りから金属製に替えられていた。主翼は、強度と最小限のたわみしか許さない強固さを与えるトーションボックスと薄板鋼板製主桁の組み合わせた構造であった。
細部にも注意が払われ、マーチン設計の空気作動式降着装置は単純、堅牢、高効率で信頼性に富むものであった。主翼のフラップも空気作動式であり、油圧式につきまとう作動上の不確かさや整備上の問題が排除されていた。主翼下には右側に冷却液用、左側に潤滑油用のラジエーターを備えていた。

## テストと評価
シリアルナンバー R2492と「実験機No.120」（"Experimental Aeroplane No.120"）が与えられたMB 3は、試験のために一時的に第26運用訓練部隊（26 OTU ：Operational Training Unit - RAF Wing in Buckinghamshire）に配備されて1942年8月31日に初飛行を行った。試験はSnaith大佐の指揮とその他リンネル（Linnell）とバートン（Burton）少将（Air Vice Marshal）の監督下で実施された。
ベイカー大尉の操縦で初飛行が成功した後の一連の試験飛行でMB 3は高い運動性と操縦の容易さを示した。1942年9月12日の離陸後間もなくエンジンが停止し、ベイカー大尉は機体を救おうと困難な不時着を敢行した結果飛行場に墜落して死亡した。
部隊報告書では以下の様に述べている：
「離陸直後に突如としてエンジン出力を失ったベイカー大尉は、機体を救おうと飛行場内へ緊急着陸を試みたが樹木の切り株に激突して死亡した。」
その後、原因究明の査問法廷は事故原因を「エンジン内部のクランクシャフトのスリーブが破損したことによりエンジンが停止し・・・」と判定した。
裏付けのない報告書では、事故機のネイピア セイバー エンジンは既に地上運転の段階でオーバーヒートの問題を抱えていたとされている。
地上整備員のジョージ・ビグナール（George Bignall）は「誰もハンガー内に立ち入ることを許されなかったが試験時には機体を見ることができた。ベイカー大尉が操縦して滑走路を低空でその機体が非常な高速で飛行するのを時折見かけた。」と思い返し、事故当日のことをこう語る「ベイカー大尉がストゥックリーに向けて離陸した時に自分は機銃の調節をしていた。大尉は離陸して直ぐにエンジンが停止し、着陸させようと試みたが墜落した。」
民間人のジョン・ソーントン（John Thornton）も事故を目撃した：
「モーリスと私が耕していた所から畑2つ隔てたところに脱穀された麦わらが積み上げてあった。MB 3はこれに激突し、燃え上がった。コールドハーバー農場（Cold Harbour Farm）の農場管理人'バニー'・ウインター（'Bunny' Winter）が我々二人を墜落現場へ急かしたが、燃え上がる機体からベイカー大尉を救い出すには遅すぎた。」
部隊報告書では、実際にはウインター氏がベイカー大尉の遺体を機体から何とか引っ張り出したとされている。
様々な遅れと予想される納入の遅延により航空省はこの設計案が時代遅れであると判断し、量産の発注は行わなかった。
唯一の試作機の喪失にもかかわらずMB 3の設計案は諦められることはなく、マーチンはロールス・ロイス グリフォン エンジンを搭載したMB 4を設計することを決めた。この計画は、後にMB 5となる全く新規の設計案のために破棄された。

## 遺産
MB 3の設計は開発が進めば優秀な戦闘機となる可能性があった。マーチンは親友であり共同経営者の喪失感を痛感し、「航空機搭乗員の安全に関する探求の発露の発端はまさにこの痛恨の悲劇であり、後にこれが残りの人生の重要な柱となったと考えられる。」マーチンは成功作となったマーチン・ベイカー社（亡くなった共同設立者に捧げて社名はマーチン・ベイカーのままとされた）製射出座席の発明と開発に残りの人生を投じた。

## 主要諸元

ネイピア セイバー エンジンを搭載したMB 3の三面図

(MB3) Jane’s Fighting Aircraft of World War II and British Aircraft of World War II
- 乗員：1名
- 全長：10.77 m (35 ft 4 in)
- 全幅：10.7 m (35 ft 0 in)
- 全高：4.5 m (15 ft 0 in)
- 翼面積：24.3 m2 (262 ft2)
- 空虚重量：4,188 kg (9,233 lb)
- 全備重量：5,216 kg (11,497 lb)
- 最大離陸重量：5,484 kg (12,090 lb)
- エンジン：1 × ネイピア セイバー 24気筒H型エンジン、2,000 hp (1,745 kW)
- 最大速度：668 km/h (415 mph) at 20,000 ft (6,100 m)
- 巡航高度：12,190 m (40,000 ft)
- 航続距離：1,770 km (1,100 mi)
- 上昇率：19.3 m/s (3,800 ft/min)

- 武装：
  - 機銃：6 × 20 mm イスパノ・スイザ Mk.II

### 書籍
- Bowyer, Michael J.F. Interceptor Fighters for the Royal Air Force 1935-45. Wellingborough, UK: Patrick Stephens Ltd., 1984. ISBN 0-85059-726-9.
- Green, William. War Planes of the Second World War: Fighters, Volume Two. London, Macdonald & Co. (Publishers) Ltd., 1961.
- Green, William and Gordon Swanborough. WW2 Fact Files: RAF Fighters, Part 2. London: Macdonald and Jane's Publishers Ltd., 1979. ISBN 0-354-01234-7.
- Jane, Fred T. “The Martin-Baker F.18/39.” Jane’s Fighting Aircraft of World War II. London: Studio, 1946. ISBN 1-85170-493-0.
- Teeuwen, Jaap. British Aircraft of World War II: M.B.3. Retrieved: 8 June 2007.